# Canthidium caesareum
Canthidium caesareum là một loài bọ cánh cứng trong họ Bọ hung (Scarabaeidae).